# Диаманти-д’Уэсти
Диаманти-д’Уэсти (порт. Diamante d'Oeste) — муниципалитет в Бразилии, входит в штат Парана. Составная часть мезорегиона Запад штата Парана. Входит в экономико-статистический микрорегион Толеду. Население составляет 1644 человека на 2006 год. Занимает площадь 309,109 км². Плотность населения — 5,3 чел./км².

## История
Город основан в 1987 году.

## Статистика
- Валовой внутренний продукт на 2003 год составляет 33 520 808,00 реалов (данные: Бразильский институт географии и статистики).
- Валовой внутренний продукт на душу населения на 2003 год составляет 10 719,80 реалов (данные: Бразильский институт географии и статистики).
- Индекс развития человеческого потенциала на 2000 год составляет 0,709 (данные: Программа развития ООН).